# Karel van der Hucht
Karel A. van der Hucht, né à Nuth le 16 janvier 1946, est un astronome néerlandais, secrétaire général de l'Union astronomique internationale de 2006 à 2009.
L'astéroïde (10966) van der Hucht a été baptisé en son honneur.